# Кримзарайкінське сільське поселення
Кримзара́йкінське сільське поселення (чув. Крымсарайкă ял тăрăхĕ, рос. Крымзарайкинское сельское поселение) — муніципальне утворення у складі Аліковського району Чувашії, Росія. Адміністративний центр — село Кримзарайкіно.

## Населення
Населення — 594 особи (2019, 848 у 2010, 1030 у 2002).

## Склад
До складу поселення входять такі населені пункти:
| Населений пункт          | Населення, осіб (2002) | Населення, осіб (2010) |
| ------------------------ | ---------------------- | ---------------------- |
| Кораккаси, присілок      | 83                     | 67                     |
| Кримзарайкіно, село      | 66                     | 47                     |
| Лобашкіно, присілок      | 143                    | 120                    |
| Сормвари, присілок       | 173                    | 173                    |
| Сормпось-Мочей, присілок | 94                     | 78                     |
| Хорнзор, присілок        | 101                    | 91                     |
| Чердаки, присілок        | 72                     | 59                     |
| Шоркаси, присілок        | 130                    | 102                    |
| Яргунькіно, присілок     | 168                    | 111                    |